# Отпор грађанства у окупираној Србији
Отпор грађанства у окупираној Србији био је облик пружања пасивног и оружаног активног отпора настао у Другом светском рату, код дела грађанства али и становништва Србије услед немирења с поразом у Априлском рату, капитулацијом „у рату без рата“ или како га неки називају „недовршеним ратом“, окупацијом и губитком слободе. 
Унутар одлуке да се пружи отпор дошло је до подела међу грађанством и становништвом Србије, па се отпор испољио на троструки начин, као: пасивни отпор грађанског друштва, активни отпор антифашистичких снага српског грађанства и снага неграђанске, комунистичке оријентације.

## Раслојавање грађанства Србије у окупираној Србији
Поред регуларних војски страних окупатора или новопрограшених држава на рушевинама Краљевине Југославије, у току Другог светског рата у Србији и распарчаној Југославији постојала су два оружана покрета, Југословенска војска у отаџбини (ЈВуО или Равногорски покрет, четници Драгољуба Драже Михаиловћа, ројалистички покрет) и партизански покрет (Народноослободилачка Војска Југославије) под руководством КПЈ и њеног генсека Јосипа Броза Тита. И један и други покрет су имали једну једину заједничку црту, а то је била жеља за избацивањем из земље свих страних окупационих војски, али само као предуслов за реализацију својих идеолошко-политичких па и националних послератних планова и коначних циљева. Стога ова два покрета нису могла да функционално сарађују у некаквој заједничкој борби против окупатора ни након формалног усменог договора о заједничкој борби (склопљеног између Тита и Драже) 19. септембра у Струганику и (допуна споразума на инсистирање комуниста) 26. октобра 1941. године у Брајићима.
Српско грађанство које је ушло у Други светски рат и окупацији, са бројним наслеђеним поделама, било је изложено још једној подели у оквиру насталих оружаних покрета, тако да су настале и нове поделе унитар грађанског друштва и становништва Србије на:
- Југословенске партизане
- Равногорце, четнике или ројалисте
- Колаборационисте — недићевце или љотићевце
- „Неопредељене“.

Највећи део грађанства је, због строгог режима окупације, у којој је због репресије, страдања, притисак, и природе активног отпора, био приморан на „пасивну сарадњу“ и изналажење стратегија преживљавања. У исто време, кад год се неком грађанину пружила прилика, он је показивао пасивну резистенцију, исказујући тиме да окупацију схвата као привремено стање. Тиме је у највећој мери, добар део грађанства прећутно подржавало отпор, пре свега отпор који је пружао Равногорски покрет. Зато савремени српски историчари сматрају да је за време читавог рата већина грађанског друштва у Србији (које је имало различита виђења према свим питања, како наслеђеним попут националног питања, унутрашњег уређења, тако и према онима која су искрсла са ратом и окупацијом, као што су однос према окупатору, отпору КПЈ, југословенској држави, савезницима, прошлости и будућности), остало је огромним делом антикомунистичко и пре свега равногорско, на шта су умногоме утицали и ови ставовови КПЈ од почетка њеног деловања, каде је свој однос према грађанству градили на
марксистичкој идеологији,и сходно њој, сва сложеност и слојевитост друштва сведодила на постојање две класе, буржоазију, односно грађанство и пролетаријат и
њихове економске односе, и решавању националног питања. 
Иако ни за један део (или струју) српског грађанства није било дилеме да ће се рат завршити, у појединим грађанским групама створени су различити концепти државе и друштва, који су исказивали идеје, виђења и планове за време после краја рата и окупације. А то размишљање наметало је различите путеве и погледе у односу на будућност, која је била у непосредној вези са „садашњошћу“ и стањем у којем се грађанство у Србији нашло под окупацијом, али и у вези са „прошлошћу“ и односом према предратном грађанском друштву.
Равногорци су сматрали да треба обновити старе српске вредности, а комунисти који практично нису имали прошлост окренули су се у потпуности будућности; и они се на прошлост не позивају, бар не у позитивном смислу, јер њихова прошлост јесте Совјетски Савез и његова револуција.
У сваком случају, поделе које су настале у односу према окупатору, само једним делом, генерисале су и идејна и идеолошка виђења будућег развоја државе и друштва, и напора који треба уложити у његов развој, што је изродило практично три пута у понашању грађанског друштва:
Пут колаборације
Овај пут заснивао се на одустајању од Југославије и оснивању „Нове Србије“ у којој би се решило српско питање у оквиру немачког „новог европског поретка“.
Равногорски пут
Заснован на рестаурација Југославије. Овај пут на самом почетку имао је неке представе о томе какву државу желе присталице грађанског друштва. Једним делом на њихово опредељење су утицали догађаји пред рат, пре свега, стварање Бановине Хрватске, а потом, у току рата, геноцид у НДХ, као и супарнички, комунистички покрет.
Нароодноослободилачки пут
Овај пут водио је ка стварању „нове Југославије“ Њега су чинили грађани окупљени око КПЈ која је током рата искористила нароослободилачки пут за стварање „нове државе“, а самим тим и за решавање српског питања. КПЈ је у рат ушла као странка југословенске оријентације, иако се пре тога (пре 1935) борила за разбијање државе и била њен огорчени противник. Она је у народнофронтовској фази, због одбране од фашизма као највећег непријатеља, заправо одустала од разбијања Југославије.
У оквиру ова три пута која су била на располагању српском грађанству, поједине групације грађанског корпуса опредиљавале су се и за различите начине отпора.

## Облици отпора српског грађанства окупатору
Унутар одлуке да пружи отпор дошло је до подела међу грађанстом и становништвом Србије па се отпор испољио на троструки начин, као: 
- пасивни отпор грађанског друштва
- отпор антифашистичких снага грађанске оријентације и
- отпор антифашистичких снага неграђанске, комунистичке оријентације.[18]

### Пасивни отпор грађанског друштва
Иако је стратегија ишчекивања и неопредељивања, била у подсвести већег дела грађанског друштва у Србији, ипак је то била само привидна ствар. Наиме пажљивија анализа показала је да су се иза „неопредељивања“ заправо криле најразличитије форме пасивног отпора и исказивања немирења са постојећим стањем окупације. 
Дакле, највећи део српског грађанства је, у атмосфери препуној „страха и наде,“ ишчекивао је крај окупације и рата разрешењем које би обезбедили Савезници. Не желећи да се активно определи за било коју страну, он се н неки начин пасивно, определио самим тим што је одбијао да стане уз стратегију колаборације, као активног чина. Можда се исто може рећи и за пасивни отпор, у коме је део грађанства пронашао своје начине да искаже немирење и отпор са постојећим стањем окупације. Кроз све то он је покушавао да преживи сурову свакодневицу, обезбеди храну за сутра, избегне хапшење, и истовремено ублажи своју патриотску савест.
Иако је настојао да остане ван грађанског сукоба, српско грађанство се прећутно налазило на линији отпора коју је пружао покрет Драже Михаиловића. За тај део грађанства након ослобођења Србије, наступио је тежак период када је наново морао да се опредељује, ако није желео да постане у најмању руку политички сумњив.

#### Главне карактеристике
Главне карактеристике овог отпора биле су:
- Испољавање политичког става на личном нивоу — који иако можда није значио много на ширем плану отпора, грађанским припадницима пружао је нужно самопоуздање да издрже окупацију, храбрио их у тешким тренуцима, потискивао апатију и друго.
- Прикривање радио апарата и тајно слушање забрањених радиостаница попут емисија Радио Лондона и Москве, као облика усменог отпора „пропаганде“, у коме су грађани који нису имали радио апарат учествовали тако што су одлазили код суседа или пријатеља да слушају или су тражили да им се вести препричају.[а]
- Измишљању и препричавању шаљивих и сујеверених прича, предсказања и пророчанстава — кроз које је такође испољавао отпор окупатору и домаћој управи. У њима се предвиђао крај рата, слом Немачке и победа Савезника, али и карикирао окупатор и домаћа управа, њихове мере, осветљавале њихове слабости и извргавале подсмеху. Вицеви и шале имале су улогу у исказивању политичког става и подстицању немирења и отпора окупатору.[20]
- Избегавању обавезне службе рада — овим чином бројни грађански припадници покушавали су (и поред чињенице да се тај чин кажњавао затвором од најмање једне године) да избегну и обавезну службу рада, и то су схватали као отпор против „робовања непријатељу“.
- Одбијање говорења немачког језика, и држање предавања на Немачком језику.
- Измењен лични (физички) изглед — као посебан пример политичког става и отпор, који се на тај начин исказивао преко физичког изгледа. Испољавали су га припадници млађе генерације грађана. Они су, према једном извору, носили фризуре које су подсеће на „свинг – ентузијасте у Цариграду“. То је фризура у којој се коса не шиша на потиљку, тако да њена дужина прелази крагну капута. На тај начин су отворено, исказивали своју приврженост Дражи Михаиловићу, чији су борци, као и он сам носили дуже косе.[21]

### Отпор антифашистичких снага грађанске оријентације
У оквиру овог покрета отпора, условно речено, развила су се два центра отпора: српско политичко крило у југословенској влади и Равногорски (четнички) покрет Драгослава Драже Михаиловића.

#### Главне карактеристике
Главне карактеристике овог отпора биле су:
- Разбијеност покрета на делове, јер се први центар српског грађанског отпора окупатору налазио после априлског слома 1941. године у емиграцији, а други део неколико група које су одбијале да прихвате пораз.[22] Међу њима је најзначајнију групу представљала група официра на челу с пуковником Дражом Михаиловићем која се окупила на Равној Гори маја и јуна 1941. године.
- Окупљање активно и пасивно највећег дела српског грађанства.
- Тежња за обнову монархијско-грађанског друштва и обнову Краљевине Југославије.
- Окренутуст ка спољнополитичком смислу западним демократијама, уз помно праћење односа у савезничкој коалицији.
- Дефанзивна стратегија борбе.
- Заксенело стварање идејно-политичког програма, јер се сматрало да покрет има превасходно војни карактер отпора. То је резултовало закаснелим стварањем идејно-политичког програма за који би се покрет борио, и који је доста касно осмишљен тек почетком 1944. године, на Светосавском конгресу у селу Ба код Горњег Милановца.[б]
- Антикомунизам, који је био једна од главних саставница покрета. Задржан од раније према комунистима и партизанском покрету резервисан и непријатељски став, јер су припадници српског грађанства, као и раније, у њима видели непријатеље српства и српског народа. Као и њихово решење националног питања које је дубоко угрожавало интересе српског народа, а српско грађанство је проглашавано за „угњетавачко“, „великосрпско“ и „хегемонистичко“.
- У одсутном тренутку овај отпор је карактерисала војска без снаге и јаког вођства, пред расулом, са командантима недораслим ситуацији, војска која је, уз то, остала и без идела и револуционарних тежњи, али и без подршке савезника.[23]

#### Проблеми и слабости
Једана од главних проблема са којима су се суочавале антифашистичких снага грађанске оријентације, био је рад у рашчлањеним условима у отпору антифашистичких снага грађанске оријентације, насталим у оштрим идеолошким, политичким, материјалним, моралним поделама које су остале и без јасног упоришта у борби са револуционарним снагама које су желеле нестанак српско грађанство. У тим условима српски грађански представници не само да нису имали подршку стварних снага какву су им могли пружити монархија и војска (са којима су се у прошлости знали и сукобљавати) већ и у монархији која је била слаба, оличена у краљу Петру II, (који је био, како су то забележили неки савременици, „дете с титулом краља, а без зрелости“) а самим тим и без снаге да се носи са тешким одговорностима које је наметала окупација земље и избеглиштво.
С друге стране, један од пробелема настао је у круговима српског грађанства у коме није било пуно поборника „повратка на старо“, бар не у облику у ком је друштво егзистирало пре рата; ограничена демократија тридесетих испуњена бројним политичким, друштвено-економским супротностима што није нудило задовољење у рату повећаних очекивања ни друштва а ни српског грађанства.
Осим тога, из корпуса југословенског и српског грађанства, трајно је избачено преко 80% Јевреја, а и немали број српског грађанства је страдао на различите начине у рату, тако да је без обзира на све разлике, грађанство остало без довољног броја и снаге да се супростави не само окупаторскима, већ и снагама које су желеле његово потискивање. Отпор овог корпуса оптерећивала је и присилна мобилизација, нејединствена структура, ривалство команданата, борба око власти и утицаја, територијални карактер, велики број војних обвезника само на папиру.
И на крају један од кључних проблема је тај што је Војска, на челу са Дражом Михаиловићем, била већ од 1943. године компромитована у очима светске антифашистичке коалиције и убрзо је потиснута као чинилац с којим се могло рачунати да у будућности буде противтежа партизанском покрету. Победу је однела народноослободилачка стратегија КПЈ и парола „нема повратка на старо“.

### Отпор антифашистичких снага неграђанске, комунистичке оријентације
Ова врста отпора била је везан за Народноослободилачки покрет (партизане) и Комунистичку Партију Југославије. На почетку рата партизанима су прво пришли људи из градова, најпре комунисти и чланови СКОЈ-а, њихови симпатизери или присталице из редова студената, ђака, радника. Након устанка покрету је пришао и велики број сељака, тако да ће од септембара 1941. године највећи број партизана бити пореклом са села.
Иако је највећи део официра Краљевине Југославије са простора Србије стао уз четнички покрет, известан број је што због офанзивне стратегије у борби против окупатора што због родољубља и идеолошке „мекоће” пришао партизанима.

#### Главне карактеристике
Главне карактеристике овог отпора биле су:
- Организационо чврсто уређен покрет око језгра које су чинили комунисти.
- Окупљање широких народних маса — уз подршку само известног броја представника грађанства (углавном лево оријентисаних грађанских припадника).
- Тежња да се кроз рат са окупатором, или поред ослободилачког рата, изведе и социјална револуцију за темељну промену друштва. А та промрна заснивала се на потискивању грађанства као класе, рушењу грађанског друштва и капитализма.
- Ослањањање на Совјетски Савез — као главног савезника у рату.
- Офанзивна стратегија борбе — заснована на народноослободилачког стратегији која није марила за жртве, што се поклапало са схватањем комуниста да су у борби против окупатора жртве нужне, али и да нема узмицања.
- Чврста организација, спремност на жртве и слично, што је значајно допринело каснијем успеху покрета.
- Јасно дефинисан национални програм — који је био и једна од главних тачки спорења са четницима, у коме су партизани били за обнову Југославије на принципу равноправности свих народа и на принципу федеративног уређења. Под овим видом народноослободилачке борбе партизани су спајали националну и социјалну еманципацију југословенских народа — програм револуционарне смене власти у условима ослободилачког и грађанског рата.
- Помно праћење односа у савезничкој коалицији.